# シチューイット (ロードアイランド州)
シチューイット（シチュイット、シチュエイト、英: Scituate、[ˈsɪtʃuːɨt, ˈsɪtʃueɨt] ( 音声ファイル)）は、アメリカ合衆国ロードアイランド州のプロビデンス郡にある町。人口は1万0384人（2020年）。

## 歴史
シチューイットにはマサチューセッツのシチューイットから移ってきた開拓者が最初に入ったのが1710年のことだった。町名の最初の綴りは "Satuit" であり、インディアンの言葉で「冷たい小川」あるいは「冷たい川」を意味していた。1731年まではプロビデンスの一部になっていた。
シチューイット初のタウンミーティングはサウスシチューイットにあったエンジェル酒場で開催され、スティーヴン・ホプキンスを初代議長に、ジョセフ・ブラウンを事務官に選任した。ホプキンスは後にロードアイランド植民地総督となり、アメリカ独立宣言に署名した。その弟エセク・ホプキンスは1776年から大陸海軍の総司令官になった。1788年、ロードアイランド州下院議員、民兵隊将軍、ロードアイランド州最高裁判所判事だったウィリアム・ウェストが、武装した農夫の反連邦党暴徒集団を率いて、プロビデンスに行き、アメリカ合衆国憲法に抗議した。1791年、アメリカ合衆国最高裁判所が、最初の判決を出した事件であるシチューイットの農園に関する「ウェスト対バーンズ事件」を扱った。
シチューイットの昔は数多い小さなビレッジの集まりであり、その中にはノースシチューイット、ホープ、アシュランド、クレイビル、エルムデール、フィスクビル、グレンロック、ハリスデール、ジャクソン、ケント、ポナガンセット、ポッターヒル、リッチモンド、ロックランド、サンダースビル、サウスシチューイットが含まれいた。1781年、シチューイットの西半分からフォスターの町が分離して法人化された。
1915年、ロードアイランド州議会がシチューイット町内の土地14,800エーカー (60 km2、町域の38%に相当) を取り上げ、プロビデンス大都市圏に上水を供給するための貯水池を創設することを票決した。このプロジェクトは 「375軒の家屋、7つの学校校舎、6棟の教会、6つの工場、30の酪農場、11の氷製造所、郵便局、電気鉄道システムであるプロビデンス・アンド・ダニエルソン鉄道システムなど、1,195の建物」を接収することになった。小集落だったケント、リッチモンド、ロックランド、サウスシチューイット、アシュランド、ポナガンセットの全体と、ノースシチューイットとクレイビルの部分が水底に沈んだ。
シチューイットはアメリカ合衆国が行った多くの戦争で重要な役割を果たしてきた。アメリカ独立戦争のとき、シチューイット南部のホープ・ビレッジにあったホープ・ファーネスで、76門の大砲が鋳られた。第二次世界大戦のとき、連邦通信委員会信号情報部の施設がダービー道路沿いのチョップミストヒルにあり、ドイツの高周波通信を傍受した。このことがあったので、チョップミストヒルの地域は1946年に国際連合の本部を置く候補地になった。

## 地理
アメリカ合衆国国勢調査局に拠れば、市域全面積は54.8平方マイル (141.9 km2)であり、このうち陸地48.7平方マイル (126.1 km2)、水域は6.1平方マイル (15.8 km2)で水域率は11.15%である。
国勢調査指定地域であるクレイビルもシチューイットの一部であるが、その領域は西隣のフォスターの中にも跨っている。

### シチューイット貯水池
町内の最も目立つ地形はシチューイット貯水池である。この大型の貯水池はシチューイット町内の大きな部分を取っており、町の様相を大きく変えた。この貯水池の建設中、多くのビレッジがポータクセット川の元の岸に沿って水底に沈んだ。干ばつのときは、昔の構造物の基礎が見られることがある。この貯水池とそれを取り囲む大きな土地は、プロビデンス上水供給理事会が所有し維持している。
シチューイット貯水池は元ケントのビレッジがあった所に、ポータクセット川を横切るダムを建設することで造られた。このダムは主に土盛りであり、長さは約3,200フィート (980 m)、高さは100フィート (30 m) ある。貯水は1925年11月10日に始まった。ダムから近くの水処理場に導水路が引かれ、1926年9月30日に処理が始まった。
シチューイット貯水池はロードアイランド州最大の清水湖である。390億USガロン (150,000,000 m3) の容量があり、湖面積は5.3平方マイル (13.7 km2) ある。この貯水池と3つある支流貯水池を合わせると、表面積は7.2平方マイル (18.6 km2)  あり、州人口の60%以上の飲料水を賄っている。この貯水池に水を送る周辺流域は約94平方マイル (243.5 km2) あり、シチューイットの町の大半と、フォスター、グロスター、ジョンストン、クランストンの一部を含んでいる。
当初の水処理場は建設当時の最新式のものだった。この処理場は当時の最新技術を集めたものと見なされ、長年、その濾過システムはニューイングランドで唯一のものだった。需要が高まるにつれて、水処理場は1940年代さらには1960年代に大きく拡張され、革新された。今日、最大処理能力は1日1億4,400万USガロン (550,000 m3) であり、ニューイングランドで最大の地位を続けている。

## 政治
2008年アメリカ合衆国大統領選挙で、共和党候補のジョン・マケインに51%を与え、民主党候補のバラク・オバマの47%を上回らせた。このことはロードアイランド州では唯一の町となった。

## 人口動態
以下は2000年の国勢調査による人口統計データである。
| 基礎データ - 人口: 10,324 人 - 世帯数: 3,780 世帯 - 家族数: 2,929 家族 - 人口密度: 81.9人/km2（212.1 人/mi2） - 住居数: 3,904 軒 - 住居密度: 31.0軒/km2（80.2 軒/mi2） 人種別人口構成 - 白人: 98.13% - アフリカン・アメリカン: 0.29% - ネイティブ・アメリカン: 0.07% - アジア人: 0.58% - 太平洋諸島系: 0.03% - その他の人種: 0.32% - 混血: 0.58% - ヒスパニック・ラテン系: 0.75% | 年齢別人口構成 - 18歳未満: 25.5% - 18-24歳: 5.9% - 25-44歳: 28.8% - 45-64歳: 27.7% - 65歳以上: 12.0% - 年齢の中央値: 40歳 - 性比（女性100人あたり男性の人口） - 総人口: 96.3 - 18歳以上: 94.4 世帯と家族（対世帯数） - 18歳未満の子供がいる: 36.2% - 結婚・同居している夫婦: 67.3% - 未婚・離婚・死別女性が世帯主: 7.5% - 非家族世帯: 22.5% - 単身世帯: 18.5% - 65歳以上の老人1人暮らし: 7.7% - 平均構成人数 - 世帯: 2.72人 - 家族: 3.12人 | 収入と家計（2000年データ） - 収入の中央値 - 世帯: 60,788米ドル - 家族: 67,593米ドル - 性別 - 男性: 42,392米ドル - 女性: 30,703米ドル - 人口1人あたり収入: 28,092米ドル - 貧困線以下 - 対人口: 3.9% - 対家族数: 2.0% - 18歳未満: 4.3% - 65歳以上: 5.5% |

## 教育

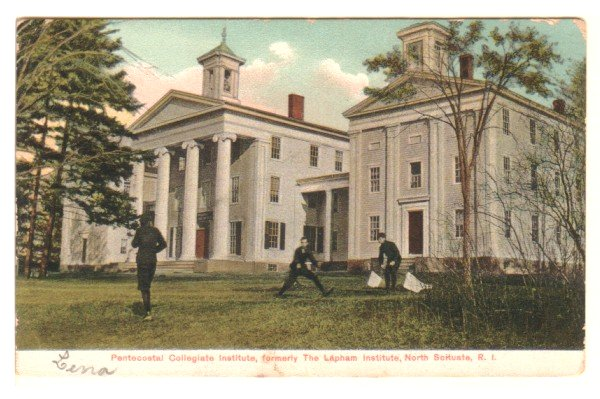
ペンテコスタル大学、ノースシチューイット、1905年

1839年、フリーウィル・バプテスト教会の学校であるスミスビル神学校がノースシチューイットに設立され、1876年に閉鎖されるまで教育機関としての存在を続けた。1902年、ニューヨーク州サラトガ・スプリングズにあったペンテコスタル大学が移転してきた。ペンテコスタル大学が東ナザレン・カレッジとなって1919年に移転していくと、ウィリアム・ホランドが施設を購入し、1923年に自分のウォッチマン工業学校とキャンプをそこに移した。1920年代と1930年代には地元のクー・クラックス・クランによって何度も焼かれたとされている。1938年に閉鎖されたが、1974年までサマーキャンプが開催されていた。そのギリシャ復古調の建物とキャンパスは現在シチューイット・コモンズにあり、インスティテュート・レーンのアパート施設になっている。

## シチューイット芸術祭

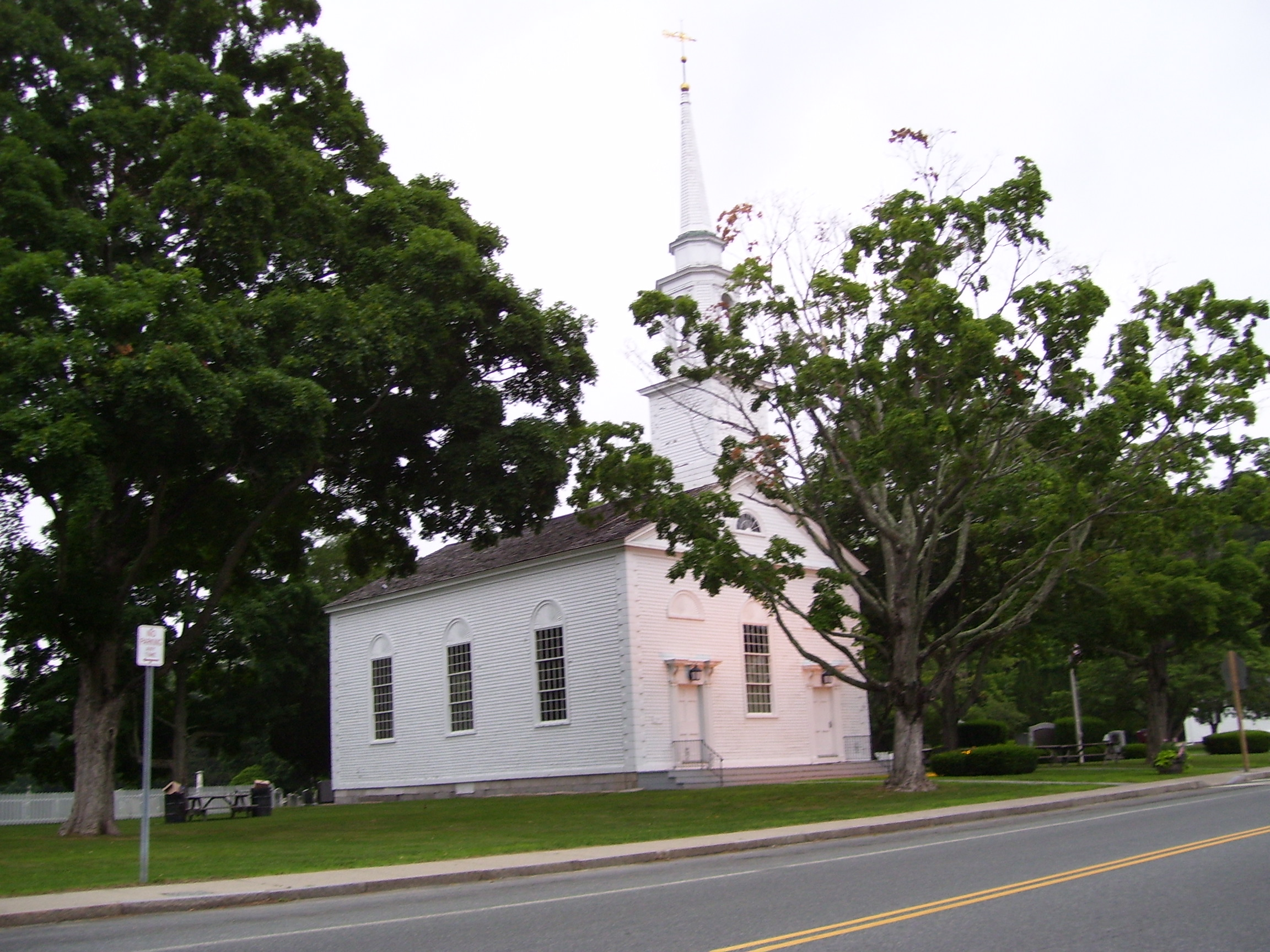
旧会衆派教会、ノースシチューイット

シチューイット芸術祭は、1967年から毎年コロンブスデーの週末に開催され、この絵のようなニューイングランドのビレッジで、300人以上のアーティストや工芸者が作品を展示し、販売している。毎年慣習は20万人から35万人に上る。旧会衆派教会の敷地が祭の一部に使われている。

## 国家歴史登録財と著名な場所
- アンドリューズ・ルーサー農園、1768年建設
- デクスター・アーノルド農家、1813年建設

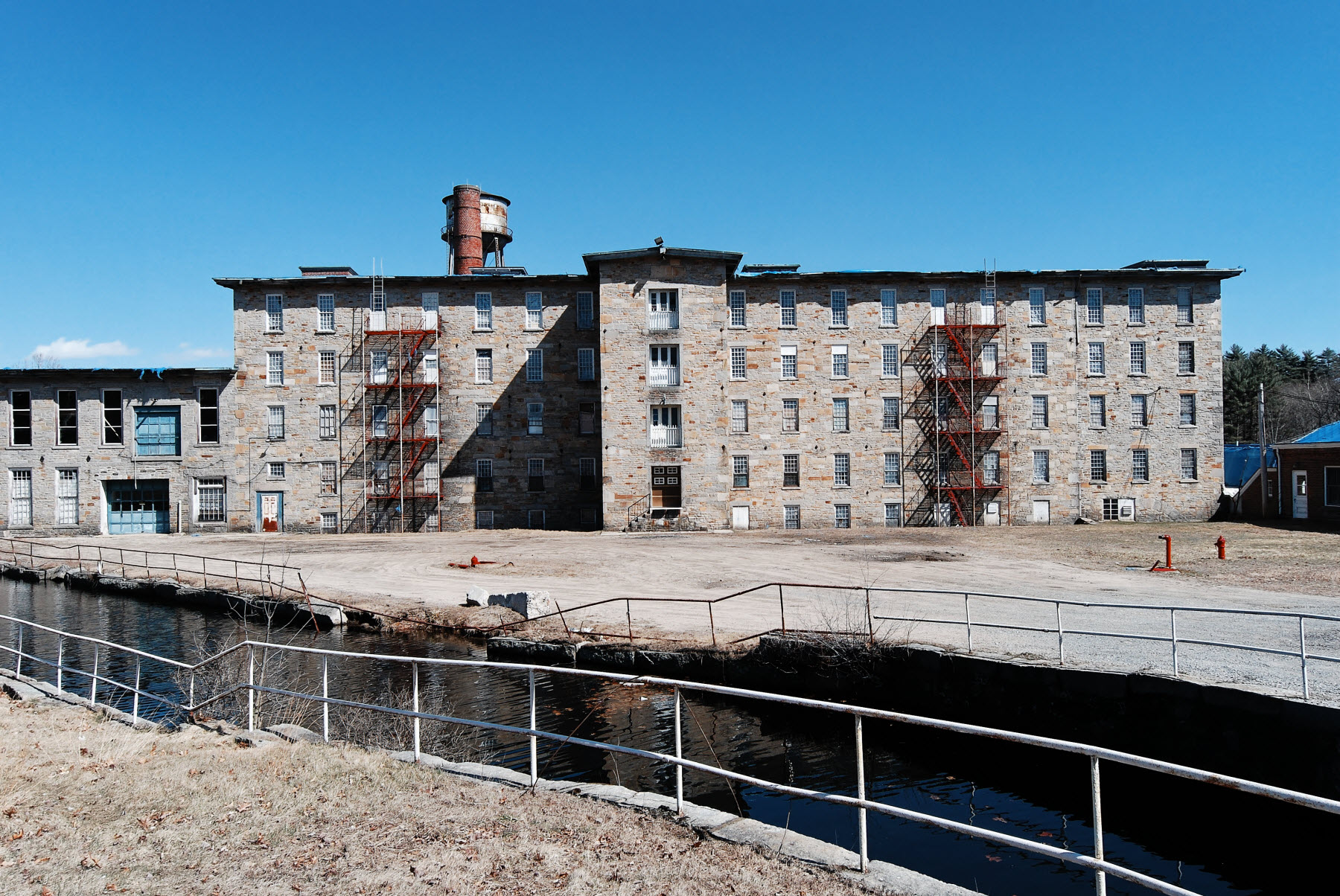
ホープ・ミル

- バティ・バーデン邸
- クレイビル歴史地区
- エイモス・クック邸、1812年建設

- ダブルL遺跡
- ホープ・ビレッジ歴史地区
- マゴナグル遺跡
- ミルレース遺跡
- モスワンシカット池遺跡
- 旧会衆派教会、1834年建設
- ロードアイランド州警察本部
- スミスビル神学校、1839年建設
- スミスビル・ノースシチューイット
- ウーナスクァタケット川遺跡

## 著名な出身者
- スティーヴン・ホプキンス、ロードアイランド植民地総督、アメリカ独立宣言署名者